# Waldsee (Gifhorn-Winkel)
Der Waldsee in Gifhorn hat eine Fläche von 4,5 ha und ist 10 Meter tief. Er liegt in einem Landschaftsschutzgebiet.
Der See wurde in den 1970er Jahren beim Bau der benachbarten B 4 ausgehoben. Bis in die 1990er Jahre hinein wurde er als Badesee genutzt. Im Jahr 1998 wurde der bis dahin vom Angler-Sportverein Gifhorn (ASV) e.V. gepachtete See käuflich von der Stadt Gifhorn erworben und ging damit in das Eigentum des Angler-Sportvereins über. Seitdem wird der See ausschließlich zum Angeln genutzt.